# Gundi
A gundi (Ctenodactylus gundi) az emlősök (Mammalia) osztályának rágcsálók (Rodentia) rendjébe, ezen belül a gundifélék vagy fésűsujjúpatkány-félék (Ctenodactylidae) családjába tartozó faj.
Nemének a típusfaja.

## Előfordulása
A gundi Észak-Afrikában Kelet-Marokkótól Nyugat-Líbiáig honos. A gundira madarak, kígyók, sakálok és a nomádok vadásznak, legveszélyesebb ellenségeik mégis a háziállatok, például a kutyák és a macskák. Állományai azonban jelenleg nincsenek veszélyben.

## Megjelenése

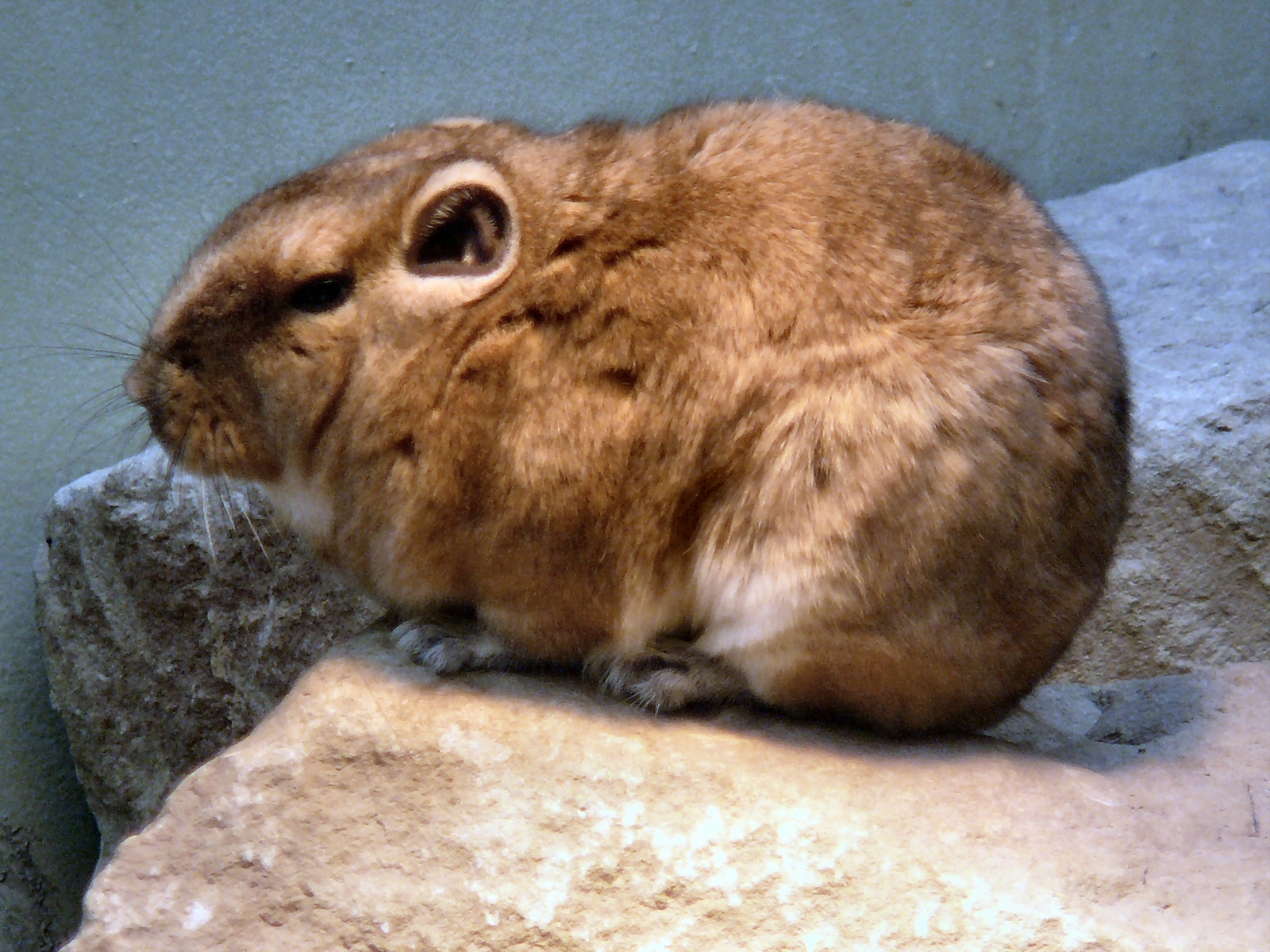
Gundi egy németországi állatkertben

Az állat fej-törzs-hossza 14-24 centiméter, farokhossza 2-4,5 centiméter és testtömege 165-340 gramm. A gundi bundája hosszú, bársonyos és sűrű. A bunda színe a sötétsárgától a szürkéig váltakozik. A gundi alaposan tisztogatja a bundáját, ugyanis a piszkos vagy nemezes bunda nem szigetel jól. Farka rövid és bozontos. Bundáját több sor merev, görbe sörtéjével tisztítja meg, amelyek lába belső ujjain nőnek. Látása, szaglása és hallása jól fejlett. A felnőtt állatok gyakran figyelőállásba helyezkednek, és veszély esetén hangosan fütyülnek, hogy figyelmeztessék a többieket.

## Életmódja
A gundi kolóniákat alkot, sziklákon él és nappal aktív. Tápláléka levelek, virágok, magok és növények szára. Az állat 2-4 évig él.

## Élősködői
A Toxoplasma gondii egysejtű eukarióta endoparazita, mely világszerte – így hazánkban is – elterjedt minden húsevő emlősön így az emberen is. A toxoplazmózis nevű betegség kórokozója. 1908-ban Charles Nicolle és Louis Manceaux írták le a kórokozót Tuniszban, a gundi szövetvizsgálatok egyik eredményeként.

## Szaporodása
Az ivarérettséget 8-10 hónapos korban éri el. A párzási időszak novembertől áprilisig tart. A vemhesség körülbelül 56 napig tart, ennek végén általában 1-2 utód jön a világra. A gundi kölykök szőrösen, nyitott szemmel és kis metszőfogakkal születnek. Anyjuk hathetes korukig szoptatja őket.

## Rokon fajok
A gundi legközelebbi rokona és a Ctenodactylus emlősnem másik faja, a sivatagi gundi (Ctenodactylus vali).